# Michael Robotham
Pour l’article ayant un titre homophone, voir Rowbotham.
Michael Robotham, né le 9 novembre 1960 à Casino, en Nouvelle-Galles du Sud, en Australie, est un écrivain australien, auteur de roman policier.

## Biographie
Après des études à Gundagai et Coffs Harbour, en 1979 il commence sa carrière comme journaliste pour The Sun, un journal de Sydney. En 1986, il part pour Londres où il travaille pour différents journaux britanniques, dont The Mail on Sunday. En 1993, il devient nègre littéraire, collaborant à l'écriture d'une quinzaine de biographies pour des personnalités des arts, de la politique et du sport.
De retour à Sydney, il publie en 2004 son premier roman, The Suspect, premier volume d'une série consacrée à Joseph O'Loughlin, psychologue londonien secondant dans ses enquêtes Vincent Ruiz, un inspecteur de police. Avec deux titres de cette série, Lost et Shatter, il est lauréat en 2005 et 2008 du Ned Kelly Awards.
En 2015, avec un autre roman, Life or Death, il remporte le Gold Dagger Award.
Il est le père de l'auteur-compositrice et productrice de musique Alex Hope.

## Œuvre

### Romans

#### SérieJoseph O'Loughlin
- The Suspect (2004) Publié en français sous le titre Le Suspect, Paris, France Loisirs, coll. « Suspense » (2004)  (ISBN 2-7441-7519-6) ; réédition, Paris, Éditions Jean-Claude Lattès, coll. « Suspense & Cie » (2005)  (ISBN 2-7096-2486-9) ; réédition, Paris, LGF, coll. « Le Livre de poche » no 37195 (2007)  (ISBN 978-2-253-11610-3)
- Lost (2005) (autre titre The Drowning Man) Publié en français sous le titre La Disparue, Paris, France Loisirs, coll. « Suspense » (2005)  (ISBN 2-7441-8547-7) ; réédition, Paris, Éditions Jean-Claude Lattès, coll. « Suspense & Cie » (2006)  (ISBN 2-7096-2487-7) ; réédition, Paris, LGF, coll. « Le Livre de poche » no 37259 (2007)  (ISBN 978-2-253-11890-9)
- Shatter (2008) (autre titre The Sleep of Reason) Publié en français sous le titre Traquées, Paris, France Loisirs (2008)  (ISBN 978-2-298-01687-1) ; réédition, Paris, Éditions Jean-Claude Lattès, coll. « Suspense & Cie » (2009)  (ISBN 978-2-7096-3048-1) ; réédition, Paris, LGF, coll. « Le Livre de poche » no 32410 (2011)  (ISBN 978-2-253-13411-4)
- Bleed for Me (2010) Publié en français sous le titre Saigne pour moi, Paris, Éditions Jean-Claude Lattès (2012)  (ISBN 978-2-7096-3629-2) ; réédition, Paris, LGF, coll. « Le Livre de poche » no 33179 (2013)  (ISBN 978-2-253-17366-3)
- The Wreckage (2011) Publié en français sous le titre Déroute, Paris, Éditions Jean-Claude Lattès (2014)  (ISBN 978-2-7096-3948-4) ; réédition, Paris, LGF, coll. « Le Livre de poche » no 33796 (2015)  (ISBN 978-2-253-18449-2)
- Say You're Sorry (2012) Publié en français sous le titre Demande-moi pardon, Paris, Éditions Jean-Claude Lattès (2016)  (ISBN 978-2-7096-4766-3)
- Watching You (2013) Publié en français sous le titre Epiée, Paris, Editions Jean-Claude Lattès (2017)  (ISBN 978-2-7096-4765-6)
- Close Your Eyes (2015)

#### SérieCyrus Haven
- Good Girl, Bad Girl (2019)
- When She Was Good (2020)
- Lying Beside You (2023)
- Storm Child (2024)

#### SériePhilomena McCarthy
- When You Are Mine (2021)
- The White Crow (2025)

#### Autres romans
- The Night Ferry (en) (2007) Publié en français sous le titre La Clandestine, Paris, Éditions Jean-Claude Lattès, coll. « Suspense & Cie » (2008)  (ISBN 978-2-7096-2911-9) ; réédition, Paris, LGF, coll. « Le Livre de poche » no 31496 (2009)  (ISBN 978-2-253-12534-1)
- Bombproof (2008)
- Life or Death (en) (2014)
- The Secrets She Keeps (2017)

### Autre ouvrage
- If I Tell You I'll Have to Kill You (2013)

## Prix et distinctions

### Prix
- Prix Ned-Kelly 2005 du meilleur roman pour Lost[1],[2]
- Prix Ned Kelly 2008 du meilleur roman pour Shatter[1],[2]
- Gold Dagger Award 2015 pour Life or Death[3]
- Gold Dagger Award 2020 pour Good Girl, Bad Girl[3]
- Ian Fleming Steel Dagger 2021 pour When She Was Good[3]

### Nominations
- Prix Barry 2006 pour Lost[4]
- Prix Ned-Kelly 2007 du meilleur roman pour The Night Ferry[1]
- Steel Dagger (en) 2007 pour The Night Ferry[3]
- International Dagger Award 2008 pour Shatter[3]
- Prix Barry 2009 pour Shatter[4]
- Prix Ned-Kelly 2010 du meilleur roman pour Bleed for Me[1]
- Gold Dagger Award 2013 pour Say You're Sorry[3]
- Prix Macavity du meilleur roman 2016 pour Life or Death[5]
- Prix Ned-Kelly 2019 du meilleur roman pour The Other Wife[1]
- Prix Edgar-Allan-Poe 2020 du meilleur roman pour Good Girl, Bad Girl[6]
- Prix Macavity du meilleur roman 2021 pour When She Was Good[5]
- Prix Ned-Kelly 2021 du meilleur roman pour When She Was Good[1]
- Prix Ned-Kelly 2023 du meilleur roman pour Lying Beside You[1]